# Pralja
Pralja (em cirílico: Праља) é uma vila da Sérvia localizada no município de Sjenica, pertencente ao distrito de Zlatibor. A sua população era de 15 habitantes segundo o censo de 2011.

## Demografia
| 1948 | 1953 | 1961 | 1971 | 1981 | 1991 | 2002 | 2011 |
| ---- | ---- | ---- | ---- | ---- | ---- | ---- | ---- |
| 180  | 135  | 45   | 40   | 13   | 14   | 17   | 15   |